# Mikel Alonso (cyclisme)
Pour le footballer espagnol, voir Mikel Alonso. Pour les homonymes, voir Alonso.
Mikel Alonso, né le 23 septembre 1996 à Urnieta, est un coureur cycliste espagnol.

## Biographie
En 2017, Mikel Alonso s'illustre sur le calendrier basque en obtenant trois succès. Grâce à ses résultats, il remporte le Torneo Lehendakari, qui récompense le meilleur coureur espoir évoluant au Pays basque. Il est également sélectionné en équipe d'Espagne espoirs. 
En 2018, la Fundación Euskadi obtient le statut d'équipe continentale. Mikel Alonso y devient donc coureur professionnel. Il commence sa saison au mois de février sur le Tour de Murcie, où il abandonne. Bon sprinteur, il obtient quelques accessits sur des courses UCI de classe 2 en terminant troisième d'une étape sur le Grand Prix Torres Vedras, quatrième d'étape sur la Ronde de l'Isard et sixième d'une étape sur le Grande Prémio de Portugal Nacional 2. À l'issue de cette saison, il est conservé par les dirigeants de la formation basque.
En 2019, il se classe septième du Circuit de Getxo. Il connaît en revanche un exercice 2020 difficile sur le plan personnel, en raison de la pandémie de Covid-19 et de diverses blessures. Après une dernière saison, il met un terme à sa carrière en fin d'année 2021. 

## Palmarès et résultats

### Palmarès par année
- 2014
  - 2e étape du Tour de Pampelune
  - 3e du Tour de Pampelune
- 2016
  - 2e du Premio Primavera
  - 3e de la Goierriko Itzulia
  - 3e du Xanisteban Saria
- 2017
  - Vainqueur du Torneo Lehendakari
  - Goierriko Itzulia
  - Mémorial Sabin Foruria
  - San Isidro Sari Nagusia
  - 2e du Laukizko Udala Saria
  - 2e de la Leintz Bailarari Itzulia
  - 2e du Torneo Euskaldun
  - 3e du Zumaiako Saria
  - 3e du San Roman Saria

### Classements mondiaux
| Année                                 | 2018  | 2019  | 2020 | 2021  |
| ------------------------------------- | ----- | ----- | ---- | ----- |
| Classement mondial                    | 3173e | 1371e | nc   | 2123e |
| UCI Europe Tour                       | 2107e | 939e  | nc   | 1441e |
|                                       |       |       |      |       |
| Légende : nc = non classéSource : UCI |       |       |      |       |